# Hypsipetes everetti
Hypsipetes everetti là một loài chim trong họ Pycnonotidae.